# Acanthia
Acanthia is een geslacht van wantsen uit de familie van de Saldidae (Oeverwantsen). Het geslacht werd voor het eerst wetenschappelijk beschreven door Johann Christian Fabricius in 1775.